# Bridal Veil Falls

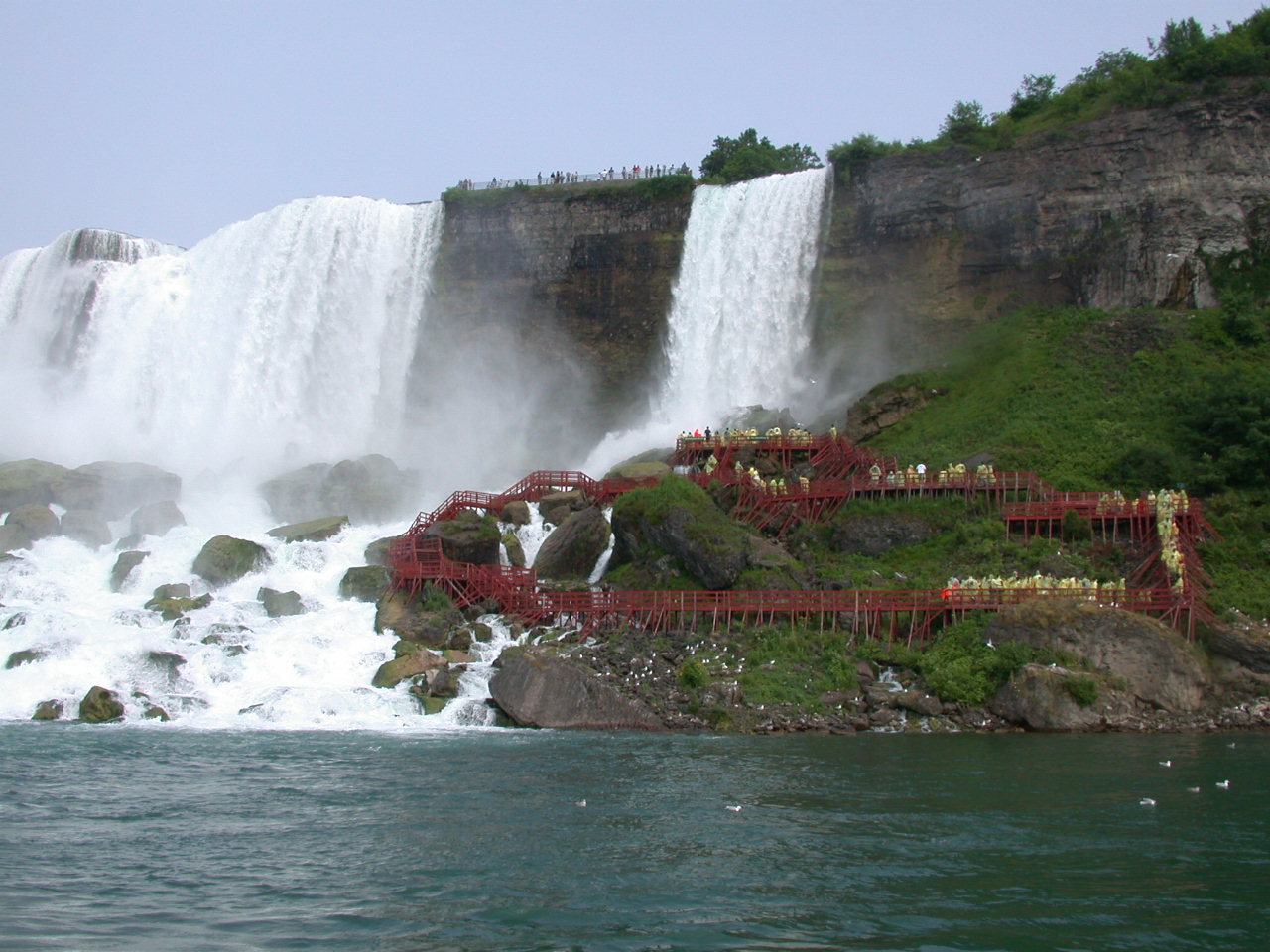
Vista de la American Falls (izquierda) y la Bridal Veil Falls (derecha)

La catarata Bridal Veil (‘Velo de Novia’) es la más pequeña de las tres cascadas que componen las cataratas del Niágara. 

## Ubicación
Se encuentra en el lado de EE. UU. (en Nueva York); la isla Luna (Luna Island) la separa de la American Falls y la isla de la Cabra la separa de Horseshoe Falls. 

## Topografía
La Bridal Veil Fall mira al noroeste y tiene una cresta de 17 metros de ancho.
Tiene una caída vertical de 24 metros hasta las piedras, y otros 31 metros a continuación. El desnivel total es de 55 metros.
- Datos: Q511247
- Multimedia: Bridal Veil Falls (Niagara River) / Q511247